# Штранинг-Графенберг
Штранинг-Графенберг (нем. Straning-Grafenberg) — ярмарочная коммуна (нем. Marktgemeinde) в Австрии, в федеральной земле Нижняя Австрия. 
Входит в состав округа Хорн.  Население составляет 761 человек (на 31 декабря 2005 года). Занимает площадь 26,47 км². Официальный код  —  31130.

## Политическая ситуация
Бургомистр коммуны — Альберт Холлугер (АНП) по результатам выборов 2005 года.
Совет представителей коммуны (нем. Gemeinderat) состоит из 15 мест.
- АНП занимает 10 мест.
- СДПА занимает 5 мест.